# Urothemis assignata
Urothemis assignata é uma espécie de libelinha da família Libellulidae. 

## Distribuição geográfica
Pode ser encontrada nos seguintes países: Angola, Benin, Botswana, Camarões, República Democrática do Congo, Costa do Marfim, Guiné Equatorial, Etiópia, Gambia, Gana, Guiné, Quénia, Libéria, Madagáscar, Malawi, Moçambique, Namíbia, Níger, Nigéria, Senegal, Somália, África do Sul, Tanzânia, Togo, Uganda, Zâmbia, Zimbabwe e possivelmente no Burundi.
Os seus habitats naturais são: rios, lagos de água doce. 